# Li Skarin
Matilde Li Sofia Skarin, född den 21 mars 1973, är en svensk producent och programledare i radio och TV.
Li Skarin är uppvuxen i Arvidsjaur och utbildade sig till journalist vid Journalisthögskolan i Göteborg. Hon har arbetat på Sveriges Radio P3 och P4 samt på SVT. 2006 startade hon produktionsbolaget Massa Media. Skarin har varit programledare för bland annat rese- och utrikesmagasinet Transit i P3,  SVT-programmen Paradis och Packat & Klart och Ring P1 i Sveriges Radio. Hon är programledare för Karlavagnen i Sveriges Radio P4 sedan 2023 och producerar program för SVT. 
Skarin har bland annat producerat den uppmärksammade tv-serien Bastubaletten, som sändes i SVT i fem säsonger liksom Renskötarna, även det en SVT-serie. Hon har även skapat och producerat en rad andra program och serier i SVT, såsom Paradis, Två på resa och Vargen och Storelvs magiska resa.
På radiosidan har hon arbetat som producent för P3 Planet, Guldklavengalan i P4, Sommartoppen i P3 och William Spetz Sommar och Vinter i P1 för Sveriges Radio. 
Sedan 2020 sitter Skarin med i länsstyrelsen i Norrbottens insynsråd och sedan 2017 i Luleå tekniska universitets filosofiska fakultetsnämnd. Åren 2017–2019 var Skarin VD för Luleå Näringsliv.